# Fahrwasser
Fahrwasser bezeichnet den Bereich in einem Fluss und im Meer vor der Küste, der die für Schiffe erforderliche Wassertiefe aufweist.

## Begriff im deutschen Schifffahrtsrecht
Als Fahrwasser werden (nach deutschem Recht) entsprechend der Seeschifffahrtsstraßen-Ordnung, der Schifffahrtsordnung Emsmündung sowie der Binnenschifffahrtsstraßen-Ordnung die Teile der Wasserflächen bezeichnet,
- die durch Lateralzeichen begrenzt oder gekennzeichnet sind (SeeSchStrO § 2 Nr. 1) oder, soweit dies nicht der Fall ist,
- die (vor allem auf Binnenwasserstraßen) den örtlichen Umständen nach für die durchgehende Schifffahrt bestimmt sind (SeeSchStrO § 2 Nr. 1) bzw. vom durchgehenden Schiffsverkehr benutzt werden (BinSchStrO § 1.01 Nr. 37).

Neben den o. g. Verordnungen SeeSchStrO und BinSchStrO kann es lokale Vorschriften (z. B. Hafenverordnungen) geben, in denen bestimmte Wasserflächen zu Fahrwassern erklärt werden. Merkmale eines Fahrwassers sind also die Zweckbestimmung und eine entsprechende Kennzeichnung durch Seezeichen. Die internationalen Kollisionsverhütungsregeln (KVR) enthalten Regelungen für enge Fahrwasser, ohne aber genau zu bestimmen, was enge Fahrwasser sind.
Unter Fahrrinne versteht man demgegenüber den Bereich eines Fahrwassers, für den nach Möglichkeit bestimmte Wassertiefen und Breiten vorgehalten werden. Kein Fahrwasser im Sinne der SeeSchStrO sind Verkehrstrennungsgebiete.

## Einordnung der Fahrwasser
Entscheidend für die Fragen, wie ein Fahrwasser durch Seezeichen bezeichnet wird, und welche (Fahr-)Regeln darauf gelten, ist die verkehrsrechtliche Zuordnung der Schifffahrtsstraße, zu der das Fahrwasser gehört:
- Seeschifffahrtsstraße: es gilt die Seeschifffahrtsstraßen-Ordnung (SeeSchStrO)
- Für Mündungsbereich der Ems, auf der Leda sowie im Schutz- und Sicherheitshafen Borkum gilt die Schifffahrtsordnung Emsmündung, die praktisch inhaltsgleich mit der SeeSchStrO ist.
- Binnenschifffahrtsstraße: es gilt die Binnenschifffahrtsstraßen-Ordnung (BinnenSchStrO)
- Auf Rhein, Mosel, Donau und Bodensee sowie in einigen Häfen (z. B. Hamburger Hafen) gelten eigene Schifffahrtsordnungen bzw. Hafenordnungen.

Demgegenüber werden Fragen bzgl. Unterhaltung, Aus- und Neubau geregelt durch die wegerechtliche Zuordnung der Wasserstraße, zu der das Fahrwasser gehört. Die im Eigentum des Bundes befindlichen Bundeswasserstraßen gliedern sich in
- Seewasserstraßen und
- Binnenwasserstraßen.

## Bezeichnung der Fahrwasser
Entsprechend der o. g. Legaldefinitionen werden Fahrwasser grundsätzlich durch Seezeichen nach dem Lateralsystem gekennzeichnet (im Gegensatz zum Kardinalsystem bei Gefahrenpunkten). Solche Seezeichen können z. B. als Tonnen, Baken, Stange oder Pricke ausgeführt sein. Kennzeichen des Lateralsystems (lateinisch latus = die Seite) ist, dass zwischen der Steuerbord-Seite (StB, rechts) und der Backbord-Seite (Bb, links) des Fahrwassers unterschieden wird. Weitere Details ergeben sich aus dem Verkehrsrecht:
Für Seeschifffahrtsstraßen (d. h. im Bereich der SeeSchStrO) gilt das Lateralsystem der International Association of Lighthouse Authorities (IALA), Region A. Entsprechend diesem System gibt es eine Richtung der Betonnung (Direction of Bouyage); hierbei gilt die Regel, dass von See kommend (einlaufend) die Steuerbordseite des Fahrwassers rechts, die Backbordseite des Fahrwassers links liegt. Verbindet ein Fahrwasser zwei Meeresteile (anstelle von See- und Binnenrevier), so gilt diejenige Seite als Steuerbordseite des Fahrwassers, die steuerbord querab von den Schiffen liegt, die von westlicher Richtung („von Nord (einschließlich) über West bis Süd (ausschließlich)“) in dieses Fahrwasser fahren. Ist das Fahrwasser aber stark gekrümmt, so dass die Einfahrt jeweils aus westlicher Richtung erfolgen kann, so zählt die weiter nördlich liegende Einfahrt als die maßgebliche (§ 2 Abs. 1 Ziff. 2 SeeSchStrO). Im IALA-System (Region A) ist die Backbordseite rot, die Steuerbordseite grün bezeichnet (für weitere Details siehe Lateralsystem).

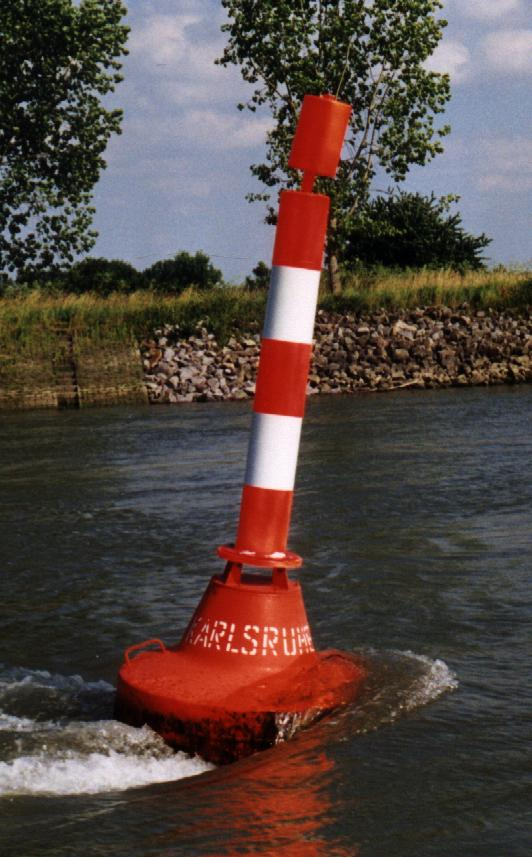
Fahrrinnentonne auf dem Rhein, rechte Seite

Auf Binnenschifffahrtsstraßen (d. h. im Bereich der BinnenSchStrO) gilt hingegen als Bezugsrichtung (Richtung der Betonnung) meist die Fließrichtung des Binnengewässers, also von der Quelle (vom Berg) zur Mündung (zum Tal), wobei die Farbenzuordnung umgekehrt ist; die rechte Fahrwasserseite (rot) ist also auf der Steuerbordseite eines zur Mündung fahrenden Schiffes.
Durch diese Umkehrung von Richtung und Farbe gibt es an der Schnittstelle zwischen BinSchStrO und SeeSchStrO keinen Seitenwechsel der Farben. Hingegen kann an Punkten, wo Fahrwasser voneinander abzweigenden bzw. ineinander einmünden, die Steuerbordseite des einen Fahrwassers gleichzeitig die Backbordseite des anderen Fahrwassers sein (und umgekehrt); hier kann also ein Seitenwechsel der Farben stattfinden. Für solche Punkte gibt es spezielle Lateraltonnen (grün/rot/grün bzw. rot/grün/rot).

## Unterscheidung der Lateralbezeichnung von anderen Seitenbezeichnungen
Die oben dargestellte (ortsfeste) Lateralbezeichnung der Fahrwasser (StB-Fahrwasserseite/BB-Fahrwasserseite) muss begrifflich klar getrennt werden von der relativen Seitenbezeichnung auf Wasserfahrzeugen: Die in Fahrtrichtung gesehen rechte Seite des Fahrzeugs bezeichnet man als Steuerbord (grüne Positionslichter), die linke als Backbord (rote Positionslichter).
Beispiele:
- Ein Fahrzeug im Bereich der SeeSchStrO, das auslaufend (Richtung See) fährt, hat die Backbord-Seite (rote Fahrwassermarkierung) des Fahrwassers an seiner Steuerbord-Seite (grüne Positionslichter).
- Ein Fahrzeug im Bereich der BinnenSchStrO, das entgegen der Fließrichtung fährt (Bergfahrt), hat die linke Seite des Fahrwassers (grüne Fahrwassermarkierung) an seiner Steuerbord-Seite (grüne Positionslichter).

Ebenfalls begrifflich zu trennen ist die Richtung der Betonnung eines Fahrwassers (Direction of Buoyage) von der auf die Fließrichtung bezogenen Bezeichnung der rechten/linken Flussseite (siehe orographisch). Während im Bereich der BinnenSchStrO die orographische mit der Betonnungsrichtung meist gleichläufig ist (s. o.), ist dies im Bereich der SeeSchStrO oft umgekehrt.

## Fahrregeln in Fahrwassern (SeeSchStrO)
Hier sollen nur einige spezifisch fahrwasserbezogene Regelungen genannt werden. Grundsätzlich gelten die Kollisionsverhütungsregeln (KVR) und vorrangig die Seeschifffahrtsstraßen-Ordnung (SeeSchStrO); Details siehe jeweiliger Text:
- KVR Regel 9 Enge Fahrwasser, hier u. a. Rechtsfahrgebot, Gebot der nicht-Behinderung der durchgehenden Schifffahrt, Überholen
- SeeSchStrO § 22 Ausnahmen vom Rechtsfahrgebot
- SeeSchStrO § 23 Überholen, § 24 Begegnen
- SeeSchStrO § 25 Vorfahrt der Schifffahrt im Fahrwasser (de facto der wichtigste fahrwasserbezogene § der SeeSchStrO)
- SeeSchStrO § 32 Ankern (Verbot des Ankerns im Fahrwasser)

## Unterhaltung, Aus- und Neubau von Fahrwassern (Deutschland)

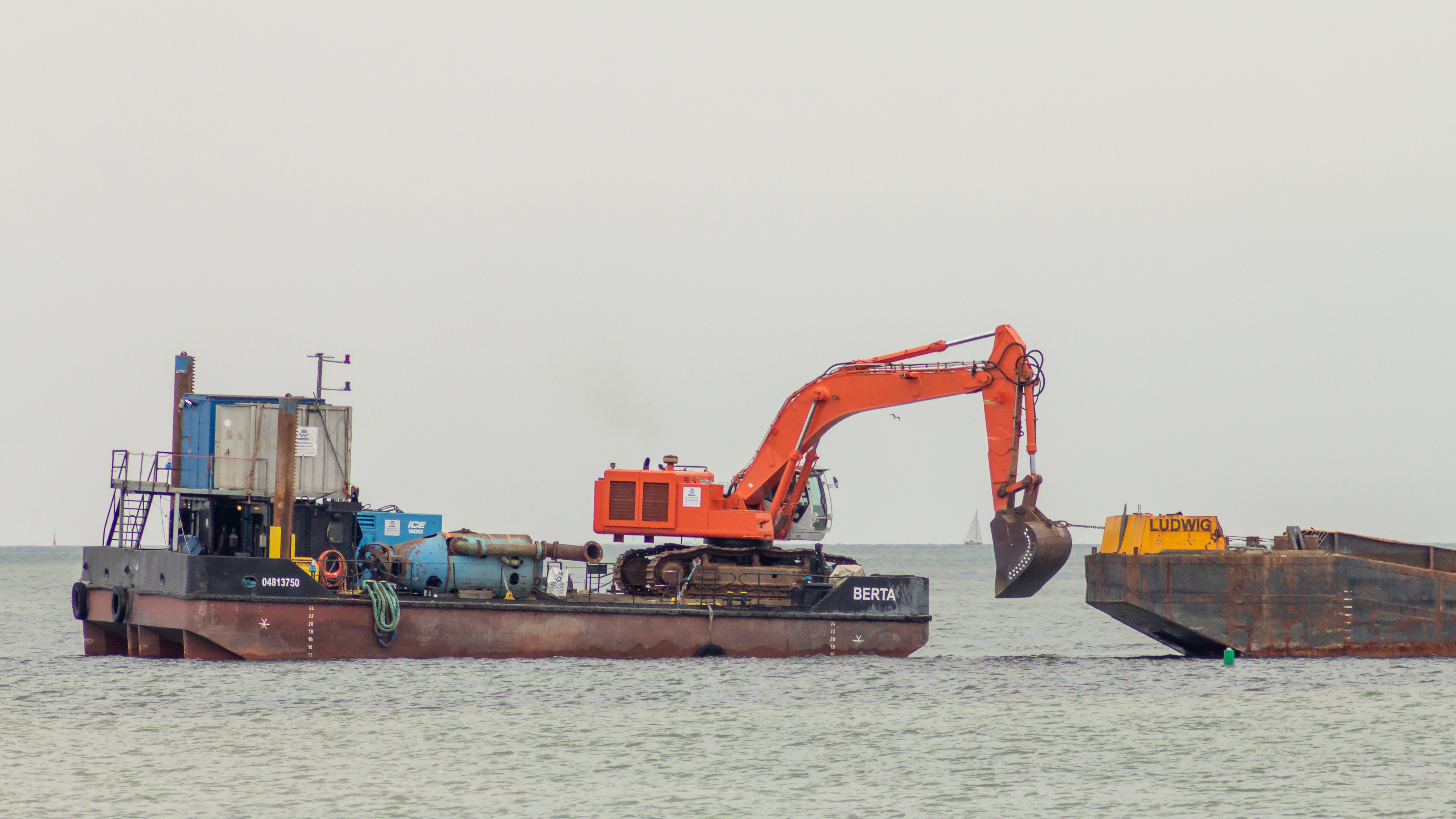
Ausbaggern der Fahrrinne am Hafen Marina Wendtorf

Grundsätzlich ist der Eigentümer der Wasserstraße oder – wenn davon abweichend – derjenige, dessen Verwaltung die Wasserstraße untersteht, für die Unterhaltung zuständig.
Zu diesen Aufgaben zählt z. B.
- die laufende Überwachung des Zustandes der Wasserstraße (Fahrrinne, Fahrwasser, Schifffahrtsanlagen, Ufer und ggf. Ufergrundstücke),
- die Information der Schifffahrt über den Zustand und die Warnung vor Gefahren (Bekanntmachungen für Seefahrer BfS),
- die Erhaltung der Wasserstraße in einem für die Schifffahrt erforderlichen Zustand (Strompolizei) einschließlich
- des Erhaltens der Fahrrinnentiefe und -breite durch Baggern sowie
- das Setzen und Betreiben von Seezeichen.

Die Mehrzahl der schiffbaren Wasserstraßen in Deutschland gehört zu den im Eigentum des Bundes befindlichen und durch eigene Behörden verwalteten Bundeswasserstraßen. Für deren Unterhaltung (sowie Aus- und Neubau) sind die Wasserstraßen- und Schifffahrtsämter verantwortlich. Daneben gibt es vereinzelt Bundeswasserstraßen, deren Verwaltung delegiert wurde (z. B. der Bereich des Hamburger Hafens), sowie Landesgewässer, die durch den jeweiligen Eigentümer bzw. Verwaltungsträger nach Landesrecht unterhalten werden.